# Prison de Diyarbakır
La prison de Diyarbakır (en turc : Diyarbakır Cezaevi) est une prison située à Diyarbakır, en Turquie. Créée dans sa forme actuelle après le coup d'État du 12 septembre 1980, elle est selon The Times l'une des dix pires prisons au monde en 2008.

## Tortures et meurtres d'opposants politiques dans les années 1980
Entre 1981 et 1984, durant la période la plus brutale de l'établissement où des opposants politiques — souvent des militants socialistes et kurdes — étaient soumis à des tortures systématiques, trente-quatre détenus y trouvent la mort. Un incident en septembre 1996 où des policiers sont entrés dans la prison pour calmer une protestation se solde par la mort de dix détenus ; cet événement a été condamné en 2010 par la Cour européenne des droits de l'homme dans l'affaire Perişan et autres c. Turquie. Certains pensent que cette prison a été mise en place pour anéantir la kurdicité dans le cadre du conflit kurde et aujourd’hui plusieurs anciens détenus estiment que les mauvais traitements dans la prison ont favorisé les tensions entre l'État turc et les Kurdes, et l’engouement qu'a suscité le Parti des travailleurs du Kurdistan par la suite.

## Prison surpeuplée
La prison est composée de deux entités : l'une, de type E, a une capacité de 744 personnes et l'autre, de type D, réservée aux prisonniers politiques a une capacité de 688 personnes. Mais, comme l'a constaté une commission spéciale du Parlement turc lors d'une visite en 1996, l'établissement est surpeuplé. 

## Projets de destruction
Différents projets sont discutés sans progrès depuis plusieurs années : l'État envisage de transformer la prison en une école mais les militants kurdes souhaitent la voir en « musée de la honte ». Le 9 juillet 2021, le président Erdoğan déclare à Diyarbakır : « Nous allons évacuer la prison de Diyarbakır, qui a longtemps été associée à la cruauté, à la torture et aux traitements inhumains dans le passé, et la mettre en service comme centre culturel. » Les anciens détenus, appelés les « détenus du 12 septembre » en référence au coup d'État militaire de 1980, réclament toujours la transformation de la prison en musée qui montre ce qui s'est passé dans cette prison durant cette période afin que cela ne se reproduise plus.